# Nelson Rockefeller
Nelson Aldrich Rockefeller (8. juli 1908 – 26. januar 1979) var en amerikansk republikansk politiker, og den 41. vicepræsident i USA's historie. Han tiltrådte embedet 19. december 1974 under præsident Gerald Ford. 

## Baggrund
Nelson Rockefeller kom fra en af USA's mægtigste og rigeste familier, den tysk-amerikanske Rockefeller-familie. Han var søn af Abby Greene Aldrich og John D. Rockefeller, Jr., og barnebarn af oliemagnaten og filantropen John D. Rockefeller.
Før sin tid som vicepræsident var han guvernør for New York fra 1959 til 1973 (valgt fire gange, men sad tre og en halv periode).

## Død
Han døde den 26. januar 1979 efter en hjerteslag.[kilde mangler] Omstændighederne omkring dødsfaldet er uklare, og de første rapporter fortalte at han døde på sit kontor. Senere blev det klart at Rockefeller havde fået hjerteanfaldet i sit hjem på Manhattan, og at han da havde været sammen med sin sekretær, den 26-årige Megan Marshak. Efter lægerapporter havde Marshak ventet i næsten en time inden hun tog kontakt til en veninde, nyhedsreporteren Ponchitta Pierce, som derefter tilkaldte en ambulance. Dette førte til meget spekulation i pressen om Marshaks forhold til Rockefeller, og hendes rolle i forbindelse med dødsfaldet. Marshak var desuden betænkt i Rockefellers testamente, noget som yderligere satte fart i rygterne efter Rockefellers død.
Han blev kremeret bare 18 timer efter at han blev erklæret død, og hans urne blev sat ned ved familiekirkegården (Rockefeller Family Cemetery) i Sleepy Hollow Westchester County, New York.
- Wikimedia Commons har flere filer relateret til Nelson Rockefeller